# Мертва справа
«Ме́ртва спра́ва» (англ. Cold Case) — американський детективний серіал, уперше показаний на каналі CBS 28 вересня 2003 — 2 травня 2010 року (7 сезонів). В Україні демонструвався телеканалом 1+1.

## Сюжет
За сюжетом серіалу, філадельфійський детектив відділу вбивств Лілі Раш (акторка Кетрін Морріс) — не лише приваблива жінка, а й надзвичайно ефективний професіонал. Тому начальство залюбки використовує її здібності для розкриття «мертвих справ», що висять на відділку протягом років. Разом із детективом Раш над «охололими справами» працює її напарник Скотті Веленс (актор Денні Піно), а також детективи Вілл Джеффріс (Том Беррі) і Нік Вера (Джеремі Речфорд) та лейтенант відділку Джон Стілмен (Джон Фінн). Від 3 сезону творці серіалу ввели ще одну жіночу роль — детектива Кет Міллер (акторка Трейсі Томс).
Поруч із розслідуванням вбивств розвивалося особисте життя головних персонажів телесеріалу. У телесеріалі широко торкається безліч складних соціальних та особистих проблем (у тому числі таких як судові помилки, поліцейське свавілля та гомофобія), незвичайні людські захоплення та звички, які часто не піддаються однозначному визначенню та оцінці. Кожна серія серіалу присвячена окремій історії без наскрізних історій на кілька епізодів.

## Персонажі
- Ліллі Раш (Кетрін Морріс) — детектив відділу вбивств. Для неї мертві ближчі за живих, і через це у неї проблеми з особистим життям. Має молодшу сестру Христину, яка займається шахрайством. Ліллі Раш стала першою жінкою у відділі вбивства поліції Філадельфії.
- Скотті Веленс (Денні Піно) — напарник Ліллі, детектив відділу вбивств. Син кубинця та пуерто-ріканські. У нього також як і у Ліллі складність у особистих відносинах: дівчина, яку він любить з ранньої молодості, страждає психічним захворюванням, що розвивається в гірший бік, пізніше вмирає. Після цього у нього починаються стосунки з Крістіною, сестрою Ліллі, коли та приїжджає ненадовго до Філадельфії.
- Вілл Джефріс (Том Баррі) — детектив відділу вбивств, найстарший у команді поліцейський ветеран. Зовнішньо детектив Джефріс спокійний, але він, як і всі детективи відділу вбивств, переживає за жертв.
- Нік Вера (Джеремі Речфорд) — напарник Джефріса, детектив відділу вбивств. Невимушений і іноді необтесаний детектив Віра є ефективним слідчим.
- Лейтенант Джон Стілмен (Джон Фінн) — лейтенант відділу вбивств, начальник Ліллі, Скотті, Джефріса та Вери. Належить до Ліллі з батьківською турботою. Ветеран В'єтнамської війни.

## В головних ролях
| Актори                             | Персонажі                     | Епізоди         |
| ---------------------------------- | ----------------------------- | --------------- |
| Кетрін Морріс (Kathryn Morris)     | Лілі Раш (Lilly Rush)         | 156 (2003—2010) |
| Джон Фінн (John Finn)              | Джон Стілмен (John Stillman)  | 156 (2003—2010) |
| Джеремі Речфорд (Jeremy Ratchford) | Нік Вера (Nick Vera)          | 156 (2003—2010) |
| Том Беррі (Thom Barry)             | Вілл Джеффріс (Will Jeffries) | 156 (2003—2010) |
| Денні Піно (Danny Pino)            | Скотті Веленс (Scotty Valens) | 151 (2003—2010) |
| Трейсі Томс (Tracie Thoms)         | Кет Міллер (Kat Miller)       | 106 (2005—2010) |

В епізодах знімалися різні актори, які пізніше здобули популярність: наприклад, у пілотній серії з'являється 20-літня акторка Кейт Мара, а також Анна-Лінн Маккорд.

## Список епізодів
| Сезон | Кількість епізодів | Прем'єрний показ | Прем'єрний показ | Рейтинг Нільсена | Рейтинг Нільсена |
| Сезон | Кількість епізодів | Початок          | Завершення       | Ранг             | Рейтинг          |
| ----- | ------------------ | ---------------- | ---------------- | ---------------- | ---------------- |
| 1     | 23                 | 28 вересня 2003  | 23 травня 2004   | 17               | 9,3              |
| 2     | 23                 | 3 жовтня 2004    | 22 травня 2005   | 14               | 9,7              |
| 3     | 23                 | 25 вересня 2005  | 21 травня 2006   | 17               | 9,3              |
| 4     | 24                 | 24 вересня 2006  | 6 травня 2007    | 16               | 8,9              |
| 5     | 18                 | 23 вересня 2007  | 4 травня 2008    | 28               | 7,1              |
| 6     | 23                 | 28 вересня 2008  | 10 травня 2009   | 20               | 7,5              |
| 7     | 22                 | 27 вересня 2009  | 2 травня 2010    | 29               | 6,3              |

## Назва серіалу
Відомий також як «Детекти́в Раш» — під впливом російської назви, під якою телесеріал показував російський телеканал НТВ (до 2011), що транслювався на території України. Сленговий поліційний вираз cold case перекладається саме як «мертва справа» (буквально — «прохолодна»), тобто нерозкритий злочин, розслідування якого безнадійно зайшло в тупик або надто розтягнулося в часі (див. статтю en:Cold case).
У деяких сусідніх з Україною країнах фільм йшов під такими назвами: «Забуті справи» (Болгарія), «Відкладені справи» (Чехія), «Мертві справи» (Угорщина), «Докази злочину» (Польща), «Злочини з минулого» (Сербія), «Забуті справи» (Хорватія), «Під збільшувальним склом» (Словенія), «Відкладені справи» (Словаччина).

## Російська адаптація
У 2012 році компанія Star Media на замовлення СТБ зняла російську адаптацію серіалу під назвою «Без терміну давності» (рос. Без срока давности), де головною героїнею стала слідча московського карного розшуку Алла Шарова (акторка Катерина Юдіна). Було знято 25 епізодів, але телеканал СТБ показав тільки вісім із них (2—12 квітня 2012).